# Bergouey-Arancou-Viellenave
Pour les articles homonymes, voir Bergouey (homonymie), Arancou et Viellenave.
Ancienne commune des Pyrénées-Atlantiques, la commune de Bergouey-Arancou-Viellenave a existé de 1973 à 1977. Elle a été créée en 1973 par la fusion des communes de Bergouey, d'Arancou et de Viellenave-sur-Bidouze. En 1977 elle a été supprimée :
- la commune d'Arancou a été rétablie ;
- les anciennes communes de Bergouey et de Viellenave-sur-Bidouze ont formé la nouvelle commune de Bergouey-Viellenave.